# Manca Izmajlova
Manca Izmajlova (roj. Urbanc), slovenska pevka mezzosopranistka, igralka, avtorica in voditeljica, * 21. junij 1976, Kranj.
Izvaja operno in popularno glasbo.  Muzikal in igro je študirala v Londonu, operno petje v Moskvi. Mednarodno prepoznavnost je pridobila s projektom – albumom Slovanska duša, na katerem je ob spremljavi Ruskega državnega simfoničnega orkestra kinematografije posnela nove priredbe skladb iz slovanskih držav – od klasike in narodnih pesmi do popularnih. Je avtorica knjige Vdihni življenje s polnimi pljuči (2020).

## Zgodnja leta in glasbeni začetki
Manca Izmajlova je bila rojena kot Manca Urbanc v Kranju. Svoja otroška in najstniška leta je preživela v Lescah. Njena mama je po poklicu ekonomist in lastnica trgovine z bio hrano »Dobra misel«. Njen oče je arhitekt, specializiran za šolske športne objekte. Manca ima dva mlajša brata.
V glasbeno šolo je pričela hoditi pri šestih letih in šest let igrala kljunasto in prečno flavto. Pri štirinajstih letih se je pričela učiti petja in začela s prepevanjem v šolskih glasbenih skupinah. Njen dar za petje je bil prvič opažen leta 1993, ko je zapela na tekmovanju Prvi glas Gorenjske.
Bila je druga, čez dve leti pa je na isti prireditvi zmagala. Pri šestnajstih je začela nastopati s pianistom v kavarni na Bledu (Apropos). Vedno je uživala v učenju tujih jezikov – do konca srednje šole je tekoče govorila angleško, nemško, italijansko in nizozemsko. Po končani  Gimnaziji v Kranju je bila sprejeta na študij prava na Pravni fakulteti v Ljubljani. Po enem letu je pustila študij in pričela študirati muzikal na akademiji Mountview Academy of Theatre Arts v Londonu. Zato, da je lahko študirala, je pridobila več štipendij (Ministrstvo RS za kulturo, Rotary klub Bled,  Občina Radovljica, štipendija Akademije Mountview za nadarjene študente) in čez vikende delala v butiku z oblačili v londonskem predelu Hampstead.

## Začetek profesionalne kariere
Po končanem študiju (BA Hons of Arts – Acting and Musical Theatre) na Mountview Theatre Academy je v Sloveniji hitro postala znana z reklamo za  Mobitel (Vesnina pesem, 2001). Potem je pričela soustvarjati in voditi sobotno oddajo na TV SLO 1 Povabilo na ples, skupaj z dirigentom Patrikom Greblom in Big Bandom RTV Slovenija. Nastopila je tudi v nekaj gledaliških predstavah kot igralka, prevedla in režirala dva muzikala (Brata in Vse se da, če ženske hočejo) in postajala vse bolj prepoznavna kot pevka. Leta 2002 je pri založbi ZKP izšel njen prvenec, pop/ jazz avtorski album Moj svet s skupino NORDunk, na besedila Ferija Lainščka in Tomaža Letnarja. 
Po tem, ko je spoznala svojega bodočega moža, Benjamina Izmajlova, ki je takrat na Konservatoriju Čajkovski v Moskvi študiral violino, se je odločila prekiniti svojo kariero v Sloveniji in nadaljevati s študijem. Leta 2003 se je preselila v Moskvo in začela študirati operno petje na Akademskem glasbenem kolidžu P. I. Čajkovski. Pred odhodom iz Moskve sta z možem z Ruskim državnim simfoničnim orkestrom kinematografije tam posnela dva albuma – Slovanska duša 2007 in Slovensko srce 2008. Nove orkestracije je napisal Slavko Avsenik mlajši. Albuma sta bila zelo dobro sprejeta v Sloveniji (platinasta naklada) in tudi drugod. Album Slovanska duša je pod naslovom "Far Away" izšel v Južni Koreji za azijski trg. Album Slovensko srce je med drugim postal uradno darilo slovenske vlade med predsedovanjem EU 2008.

## Kariera in večji uspehi
Do današnjega dne je Manca Izmajlova nastopala že po vsem svetu, z več kot 1000 solističnimi koncerti in nastopi v sklopu drugih koncertov. 
Leta 2008 je z možem in z Moskovskim državnim simfoničnim orkestrom Pavla Kogana otvorila 4. slovanski festival. Tam je bila v Rusiji prvič predstavljena Slovanska duša in Manca in Benjamin sta ob tej priliki prejela Medaljo Sv. Cirila in Metoda za medkulturne stike od Ruske pravoslavne cerkve.  
Istega leta je Manca prejela prvo nagrado na tekmovanju, posvečenem 100. obletnici rojstva skladatelja V. Solovev-Sedova (avtor Podmoskovnie večera in drugih znamenitih ruskih pesmi). Na tekmovanju je sodelovalo več kot 2000 udeležencev. 
Sledili so uspešni koncerti z Ruskim državnim simfoničnim orkestrom kinematografije. Najbolj odmevni – v Ljubljani (dvakrat razprodan Cankarjev dom), v Sava centru v Beogradu in v Moskovski filharmoniji. Koncert leta 2012 v Moskvi je obeležil tudi 20. obletnico diplomatskih odnosov med Slovenijo in Rusijo. Eden od medijev je po koncertu zapisal: "Manca Izmajlova je pokorila Moskvo!... Običajna moskovska previdnost in zadržanost do novih solistov se je stopila že pri tretji pesmi, aplavz je pri vsaki še naraščal in na koncu - popolne ovacije. Koncert se je z bisi zavlekel na tri ure, razvajena in obenem v svojih navadah nepredvidljiva tukajšnja publika ob daljših koncertih navadno proti koncu že vstaja in se drenja proti izhodu. Tokrat je to storilo le par ljudi. To je bil čisti uspeh, triumf, za kakršnega bi mnogi dali življenje..." (Citat iz argumenti.ru)
Po letu 2012 je Manca Izmajlova gostja Moskovske filharmonije, tako v klasičnih kot v koncertih filmske glasbe. Redno nastopa tudi v drugih znanih ruskih dvoranah, kot na primer Velika koncertna dvorana v Kremlju (junij 2017).
»Slovanska duša« kot glasbeni projekt nadaljuje svojo turnejo po svetu. Zadnja koncerta s simfoničnim orkestrom sta bila v Operi Kairo, Egipt (december 2016) in v Jerevanu, Armenija (april 2017).
2018: Pevka je ob podpori največje ruske nevladne kulturne organizacije Russkiy mir pravkar dokončala svoj 7. studijski album – najlepše ruske pesmi v novih priredbah za veliki simfonični orkester. Projekt z naslovom “Ruska kolekcija” (The Russian Collection) bo izšel v Rusiji za svetovno tržišče.

## Repertoar
Posebnost pevke je, da poje v 24 jezikih. Pravi, da se lahko nauči in za leta zapomni pesem v kateremkoli jeziku, kar je že velikokrat dokazala – npr. s petjem na pamet v finščini, islandščini, madžarščini, svahiliju, arabščini, armenščini itd... Vse pesmi njenega projekta Slovanska duša poje v originalnih (9) jezikih. 
Njen repertoar obsega več kot 350 klasičnih in modernih skladb:
- operne arije za mezzosopran (zlasti francoska in ruska opera ter baročna glasba)
- klasični koncertni repertoar in oratorij (G. Mahler, J. S. Bach, G. F. Händel, S. Prokofjev itd.)
- samospevi (zlasti slovenski, ruski in avstrijski)
- ruske romanse
- ljudske in ponarodele pesmi različnih narodov
- skladbe iz muzikalov in filmov
- popularne retro pesmi iz različnih držav, zlasti Slovenije, Rusije, Francije in Italije
- jazz standardi

## Albumi
- 2002 Založba ZKP: Manca in NORDunk: MOJ SVET
- 2005 samozaložba: Manca Izmajlova in Blaž Jurjevčič: AS TIME GOES BY
- 2007 Založba Nika: Manca Izmajlova in Ruski državni simfonični orkester kinematografije: SLOVANSKA DUŠA (Far Away za azijski trg)
- 2008 Založba Nika: Manca Izmajlova, Benjamin Izmajlov in Ruski državni simfonični orkester kinematografije: SLOVENSKO SRCE
- 2011 Založba Oka: Manca Izmajlova: KNJIGA, KI ZAZIBLJE V SANJE
- 2016 Založba Družina: Manca Izmajlova, Komorni zbor AVE, Benjamin Izmajlov in Ruski državni simfonični orkester kinematografije: PESMI MOJIH KRAJEV
- 2018 založba še ni izbrana: Manca Izmajlova, Benjamin Izmajlov in Ruski državni simfonični orkester kinematografije: RUSKA KOLEKCIJA (The Russian Collection za mednarodni trg)
- 2023 samozaložba: Glasbena knjiga: Manca Izmajlova: NAJLEPŠE PESMICE ZA VSE LETNE ČASE

## Udeležba na slovenskih festivalih

### Prvi glas Gorenjske
- 1993: »Memory« (iz muzikala Cats) – 2. nagrada[7]
- 1995: 1. nagrada

### EMA
- 2002: Zdravilo sveta (Bojan Logar/Branimir Korošec/Bojan Logar) — z NORDunkom (6. mesto)

### Slovenska popevka
- 2006: Ljubezen (Slavko Avsenik ml./Tomaž Letnar/Slavko Avsenik ml.)
- 2012: Zdaj (Gaber Radojevič/Miša Čermak/Jaka Pucihar) — s Slavkom Ivančićem (3. mesto)

### Melodije morja in sonca
- 2014: Amore (Benjamin Izmajlov/Manca Izmajlova/Benjamin Izmajlov) (8. mesto)